# Stone the Crows
Stone The Crows è stato un gruppo blues rock scozzese, formatosi nel 1968 a Glasgow, ed in attività fino al 1973.

## Storia degli Stone the Crows
La cantante Maggie Bell era conosciuta come la Janis Joplin britannica a causa del timbro vocale molto simile. Furono prodotti da Peter Grant, manager dei Led Zeppelin, convinto che potessero diventare il nuovo gruppo di punta della Polydor.
Inizialmente riscossero un buon successo anche grazie alla bravura del chitarrista Les Harvey, amico personale di Jeff Beck, Jimmy Page ed Eric Clapton. La loro carriera subì però un brusco arresto nel 1973, quando Harvey rimase folgorato da una scarica elettrica durante una prova. Maggie Bell, fidanzata con il chitarrista, svenne sul palco e in seguito attraversò una profonda depressione.

## Discografia
- 1970 - Stone the Crows
- 1970 - Ode to John Law
- 1971 - Teenage Licks
- 1972 - Ontinuous Performance

## Formazione

### Storica
- Maggie Bell - voce (1968-1973)
- Leslie Harvey - chitarra (1968-1972)
- John McGinnis - tastiera (1968-1971)
- James Dewar - basso (1968-1971)
- Colin Allen - batteria (1968-1973)

### Altri membri
- Ronnie Leahy - tastiera (1971-1973)